# جوش جونز
جوش جونز (بالإنجليزية: Josh Jones)‏ هو لاعب كرة قدم أمريكية أمريكي، ولد في 20 سبتمبر 1994 في والد ليك في الولايات المتحدة.